# Комацусима
Комацусима (яп. 小松島市 Комацусима-си) — город в Японии, находящийся в префектуре Токусима. Площадь города составляет 45,30 км², население — 39 040 человек (1 августа 2014), плотность населения — 861,81 чел./км².

## Географическое положение
Город расположен на острове Сикоку в префектуре Токусима региона Сикоку. С ним граничат города Токусима, Анан и посёлок Кацуура.

## Население
Население города составляет 39 040 человек (1 августа 2014), а плотность — 861,81 чел./км². Изменение численности населения с 1980 по 2005 годы:
| 1980 | 43 636 чел. |  |
| 1985 | 43 998 чел. |  |
| 1990 | 43 188 чел. |  |
| 1995 | 43 349 чел. |  |
| 2000 | 43 078 чел. |  |
| 2005 | 42 115 чел. |  |

## Символика
Деревом города считается восковница красная, цветком — Benthamidia florida.